# Wushu

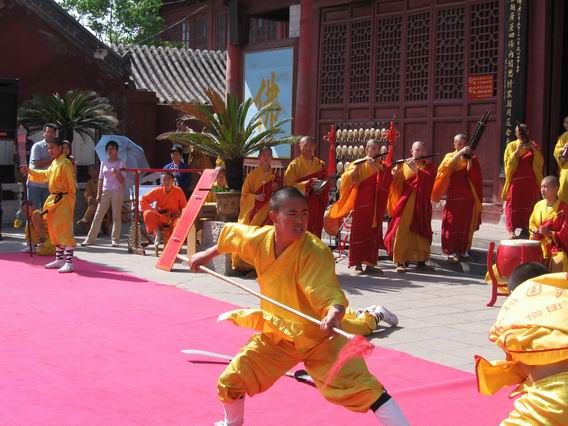
Kung Fu.

Wushu is Chinees voor krijgskunst. Wushu is een samenstelling van twee karakters: 武 (wǔ) dat oorlog, krijger, gevecht of vechter betekent en 術 (shù) dat kunst betekent. Letterlijk staat Wushu dus voor krijgskunst.
Vaak wordt Kungfu (功夫) of Gong Fu als synoniem gezien voor Wushu, maar dit betekent "vaardigheid". 
Er is nogal wat onduidelijkheid over de termen. Vandaag de dag wordt de term Wushu gebruikt om de wedstrijdgerichte stijl aan te duiden, terwijl de term Kung fu meestal wordt gebruikt als men de traditionele stijlen bedoelt.
De kern van de Chinese krijgskunst is meer dan alleen zelfverdediging. In de traditionele training wordt de leerlingen respect voor hun leraar, voor zijn adviezen en voor andere gevechtsstijlen bijgebracht.
Het is nog niet erkend als olympische sport, maar is wel erkend door het IOC.

## Wushu-stijlen

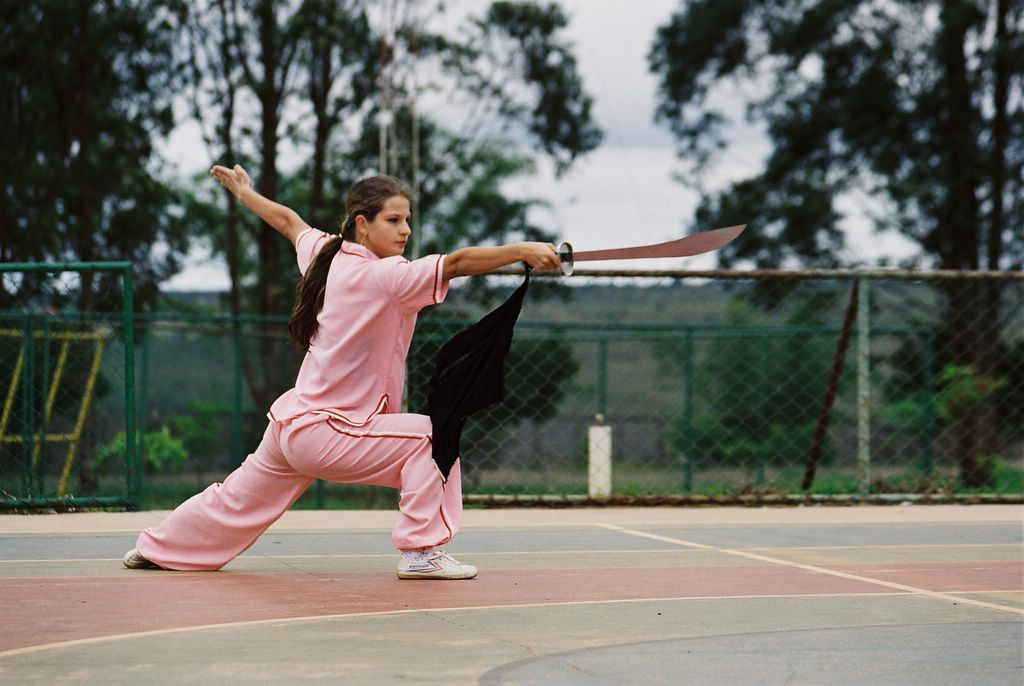
Wushu met zwaard

- Interne (zachte-neijia) of - externe (harde-weijia)
- Noordelijke of - Zuidelijke (de grens tussen deze noordelijke of zuidelijke stijlen is de Yangtze rivier)
- moderne of - traditionele
- Shaolin (Boeddhistisch), - Wudang (Daoïstisch)
- Tempelstijlen (Waigong)
- Familiestijlen (Neigong)

Moderne Wushu is de vorm van Wushu die wordt beoefend als sport bij wedstrijden. In moderne Wushu heb je Taolu en San shou (of Sanda shou). Taolu betekent vorm. Bij Taolu wordt een vorm beoefend van een van de moderne stijlen. San shou betekent "ongebonden hand" en verwijst naar het vrije gevecht; San shou is de "full contact"-variant van het moderne wedstrijd-Wushu. 
Een interne, zachte vorm van Wushu is tai chi (soms geschreven als taiji). Een moderne harde vorm, die uit een combinatie van diverse traditionele Wushu-stijlen bestaat, is het San shou.
Het moderne Wushu heeft een sportachtig karakter. Het is vooral gericht op demonstraties en kent veel technische trucs. Tot voor kort werd meer de nadruk gelegd op acrobatische sprongen dan op vechttechnieken. De laatste jaren is er weer een trend naar de traditionele vechttechnieken.
Veel scholen die Wushu onderwijzen zeggen hun oorsprong te hebben in de traditie van Bodhidharma. Ook in Japan wordt vaak naar hem verwezen. Omdat Bodhidharma afkomstig was uit Zuid-India, wordt verondersteld dat hij bedreven was in de vechtsport Kalaripayattu.

## Wushu in Nederland
De Federatie Oosterse Gevechtskunsten is lid van de IWUF (International Wushu Federation) en de EWUF (European Wushu Federation). De Sectie Kung Fu/Wushu wordt vertegenwoordigd door de Wushu Kungfu Associatie Nederland (WUKAN) en Jeet Kune Do NL.

## Wushu in België
- Het Vlaams Wushu Instituut